# Cornularia aurantiaca
Cornularia aurantiaca is een zachte koraalsoort uit de familie Cornulariidae. De koraalsoort komt uit het geslacht Cornularia. Cornularia aurantiaca werd in 1855 voor het eerst wetenschappelijk beschreven door Stimpson. 